# Шагин, Вадим Сергеевич
Вадим Сергеевич Шагин (род. 17 августа 1994) — российский самбист, бронзовый призёр чемпионатов России по боевому самбо, обладатель Кубка мира 2015 года, мастер спорта России. Боец смешанных единоборств. По состоянию на 2016 год в смешанных единоборствах провёл три боя, из которых один выиграл нокаутом и два проиграл (один болевым приёмом и один — техническим нокаутом).

## Спортивные результаты

### Боевое самбо
- Чемпионат России по боевому самбо 2014 года — .
- Чемпионат России по самбо 2018 года — ;

### Смешанные боевые искусства
| Результат | Рекорд | Соперник          | Способ                       | Турнир                        | Дата               | Раунд | Время | Место                   | Примечание |
| --------- | ------ | ----------------- | ---------------------------- | ----------------------------- | ------------------ | ----- | ----- | ----------------------- | ---------- |
| Поражение | 1-2    | Роман Авдалян     | Техническим нокаутом (удары) | Tech-Krep FC — N.N. Champions | 19 мая 2016 года   | 2     | 1:07  | Россия, Нижний Новгород |            |
| Поражение | 1-1    | Хейдар Мамедалиев | Сабмишном (рычаг локтя)      | CIS — Cup                     | 6 апреля 2012 года | 2     | 0:00  | Россия, Нижний Новгород |            |
| Победа    | 1-0    | Семён Тырля       | Нокаутом (удар)              | CIS — Cup                     | 6 апреля 2012 года | 2     | 0:00  | Россия, Нижний Новгород |            |